# Gran Premio di superbike di Salt Lake City 2012
Il Gran Premio di superbike degli Stati Uniti 2012 è la sesta prova del mondiale superbike 2012, disputatasi presso il Miller Motorsports Park. Il weekend di gara si è svolto da sabato 26 a lunedì 28 maggio, giorno in cui negli Stati Uniti si è tenuto il Memorial Day. Ha registrato nelle due corse rispettivamente le vittorie di Carlos Checa in gara 1 e Marco Melandri in gara 2.

## Superbike

### Gara 1
Fonte

#### Arrivati al traguardo
| Pos. | Nº  | Pilota           | Squadra                       | Motocicletta         | Giri | Tempo     | Griglia | Punti |
| ---- | --- | ---------------- | ----------------------------- | -------------------- | ---- | --------- | ------- | ----- |
| 1º   | 7   | Carlos Checa     | Althea Racing                 | Ducati 1098R         | 21   | 38:21.283 | 2º      | 25    |
| 2º   | 33  | Marco Melandri   | BMW Motorrad Motorsport       | BMW S1000 RR         | 21   | +2.313    | 9º      | 20    |
| 3º   | 3   | Max Biaggi       | Aprilia Racing                | Aprilia RSV4 Factory | 21   | +5.338    | 7º      | 16    |
| 4º   | 65  | Jonathan Rea     | Honda World Superbike         | Honda CBR1000RR      | 21   | +5.517    | 5º      | 13    |
| 5º   | 58  | Eugene Laverty   | Aprilia Racing                | Aprilia RSV4 Factory | 21   | +12.201   | 8º      | 11    |
| 6º   | 96  | Jakub Smrž       | Liberty Racing Team Effenbert | Ducati 1098R         | 21   | +13.262   | 1º      | 10    |
| 7º   | 19  | Chaz Davies      | ParkinGO MTC Racing           | Aprilia RSV4 Factory | 21   | +19.662   | 11º     | 9     |
| 8º   | 66  | Tom Sykes        | Kawasaki Racing               | Kawasaki ZX-10R      | 21   | +21.292   | 3º      | 8     |
| 9º   | 84  | Michel Fabrizio  | BMW Motorrad Italia GoldBet   | BMW S1000 RR         | 21   | +21.450   | 10º     | 7     |
| 10º  | 91  | Leon Haslam      | BMW Motorrad Motorsport       | BMW S1000 RR         | 21   | +23.433   | 13º     | 6     |
| 11º  | 34  | Davide Giugliano | Althea Racing                 | Ducati 1098R         | 21   | +23.696   | 4º      | 5     |
| 12º  | 50  | Sylvain Guintoli | Effenbert Liberty Racing      | Ducati 1098R         | 21   | +24.752   | 6º      | 4     |
| 13º  | 2   | Leon Camier      | FIXI Crescent Suzuki          | Suzuki GSX-R1000     | 21   | +29.400   | 20º     | 3     |
| 14º  | 86  | Ayrton Badovini  | BMW Motorrad Italia GoldBet   | BMW S1000 RR         | 21   | +31.222   | 18º     | 2     |
| 15º  | 76  | Loris Baz        | Kawasaki Racing               | Kawasaki ZX-10R      | 21   | +32.966   | 17º     | 1     |
| 16º  | 121 | Maxime Berger    | Effenbert Liberty Racing      | Ducati 1098R         | 21   | +35.409   | 14º     |       |
| 17º  | 4   | Hiroshi Aoyama   | Honda World Superbike         | Honda CBR1000RR      | 21   | +52.153   | 21º     |       |
| 18º  | 14  | Shane Turpin     | Boulder Motor Sports          | Ducati 1098R         | 20   | +1 giro   | 24º     |       |
| 19º  | 16  | Jake Holden      | Grillini Progea Superbike     | BMW S1000 RR         | 20   | +1 giro   | 23º     |       |

#### Ritirati
| Nº | Pilota          | Squadra              | Motocicletta     | Giri | Griglia |
| -- | --------------- | -------------------- | ---------------- | ---- | ------- |
| 36 | Leandro Mercado | Team Pedercini       | Kawasaki ZX-10R  | 13   | 22º     |
| 87 | Lorenzo Zanetti | PATA Racing          | Ducati 1098R     | 11   | 12º     |
| 21 | John Hopkins    | FIXI Crescent Suzuki | Suzuki GSX-R1000 | 7    | 16º     |
| 44 | David Salom     | Team Pedercini       | Kawasaki ZX-10R  | 7    | 19º     |
| 59 | Niccolò Canepa  | Red Devils Roma      | Ducati 1098R     | 6    | 15º     |

### Gara 2
La gara è stata interrotta con la bandiera rossa dopo 3 giri a causa della caduta di Hiroshi Aoyama, la cui moto aveva lasciato anche dell'olio sul tracciato. La corsa è poi ripartita sulla distanza dei 18 giri rimanenti, con la griglia di partenza basata sulla classifica della prima parte, e l'ordine d'arrivo della seconda parte di gara ha determinato il risultato finale.

#### Arrivati al traguardo
| Pos. | Nº  | Pilota           | Squadra                       | Motocicletta         | Giri | Tempo     | Griglia | Punti |
| ---- | --- | ---------------- | ----------------------------- | -------------------- | ---- | --------- | ------- | ----- |
| 1º   | 33  | Marco Melandri   | BMW Motorrad Motorsport       | BMW S1000 RR         | 18   | 32:56.257 | 9º      | 25    |
| 2º   | 65  | Jonathan Rea     | Honda World Superbike         | Honda CBR1000RR      | 18   | +0.195    | 5º      | 20    |
| 3º   | 3   | Max Biaggi       | Aprilia Racing                | Aprilia RSV4 Factory | 18   | +2.137    | 7º      | 16    |
| 4º   | 19  | Chaz Davies      | ParkinGO MTC Racing           | Aprilia RSV4 Factory | 18   | +4.245    | 11º     | 13    |
| 5º   | 66  | Tom Sykes        | Kawasaki Racing               | Kawasaki ZX-10R      | 18   | +9.534    | 3º      | 11    |
| 6º   | 58  | Eugene Laverty   | Aprilia Racing                | Aprilia RSV4 Factory | 18   | +9.798    | 8º      | 10    |
| 7º   | 34  | Davide Giugliano | Althea Racing                 | Ducati 1098R         | 18   | +11.891   | 4º      | 9     |
| 8º   | 91  | Leon Haslam      | BMW Motorrad Motorsport       | BMW S1000 RR         | 18   | +12.715   | 13º     | 8     |
| 9º   | 96  | Jakub Smrž       | Liberty Racing Team Effenbert | Ducati 1098R         | 18   | +13.017   | 1º      | 7     |
| 10º  | 50  | Sylvain Guintoli | Effenbert Liberty Racing      | Ducati 1098R         | 18   | +13.703   | 6º      | 6     |
| 11º  | 2   | Leon Camier      | FIXI Crescent Suzuki          | Suzuki GSX-R1000     | 18   | +15.687   | 20º     | 5     |
| 12º  | 84  | Michel Fabrizio  | BMW Motorrad Italia GoldBet   | BMW S1000 RR         | 18   | +21.923   | 10º     | 4     |
| 13º  | 86  | Ayrton Badovini  | BMW Motorrad Italia GoldBet   | BMW S1000 RR         | 18   | +23.940   | 18º     | 3     |
| 14º  | 76  | Loris Baz        | Kawasaki Racing               | Kawasaki ZX-10R      | 18   | +24.051   | 17º     | 2     |
| 15º  | 121 | Maxime Berger    | Effenbert Liberty Racing      | Ducati 1098R         | 18   | +33.897   | 14º     | 1     |
| 16º  | 21  | John Hopkins     | FIXI Crescent Suzuki          | Suzuki GSX-R1000     | 18   | +38.692   | 16º     |       |
| 17º  | 36  | Leandro Mercado  | Team Pedercini                | Kawasaki ZX-10R      | 18   | +47.703   | 22º     |       |
| 18º  | 16  | Jake Holden      | Grillini Progea Superbike     | BMW S1000 RR         | 18   | +1:07.223 | 23º     |       |
| 19º  | 14  | Shane Turpin     | Boulder Motor Sports          | Ducati 1098R         | 18   | +1:41.714 | 24º     |       |

#### Ritirati
| Nº | Pilota          | Squadra         | Motocicletta    | Giri | Griglia |
| -- | --------------- | --------------- | --------------- | ---- | ------- |
| 44 | David Salom     | Team Pedercini  | Kawasaki ZX-10R | 13   | 19º     |
| 7  | Carlos Checa    | Althea Racing   | Ducati 1098R    | 11   | 2º      |
| 59 | Niccolò Canepa  | Red Devils Roma | Ducati 1098R    | 9    | 15º     |
| 87 | Lorenzo Zanetti | PATA Racing     | Ducati 1098R    | 5    | 12º     |

#### Non ripartito per la seconda parte di gara
| Nº | Pilota         | Squadra               | Motocicletta    | Giri | Griglia |
| -- | -------------- | --------------------- | --------------- | ---- | ------- |
| 4  | Hiroshi Aoyama | Honda World Superbike | Honda CBR1000RR | 3    | 21º     |